# Brandy Peinado

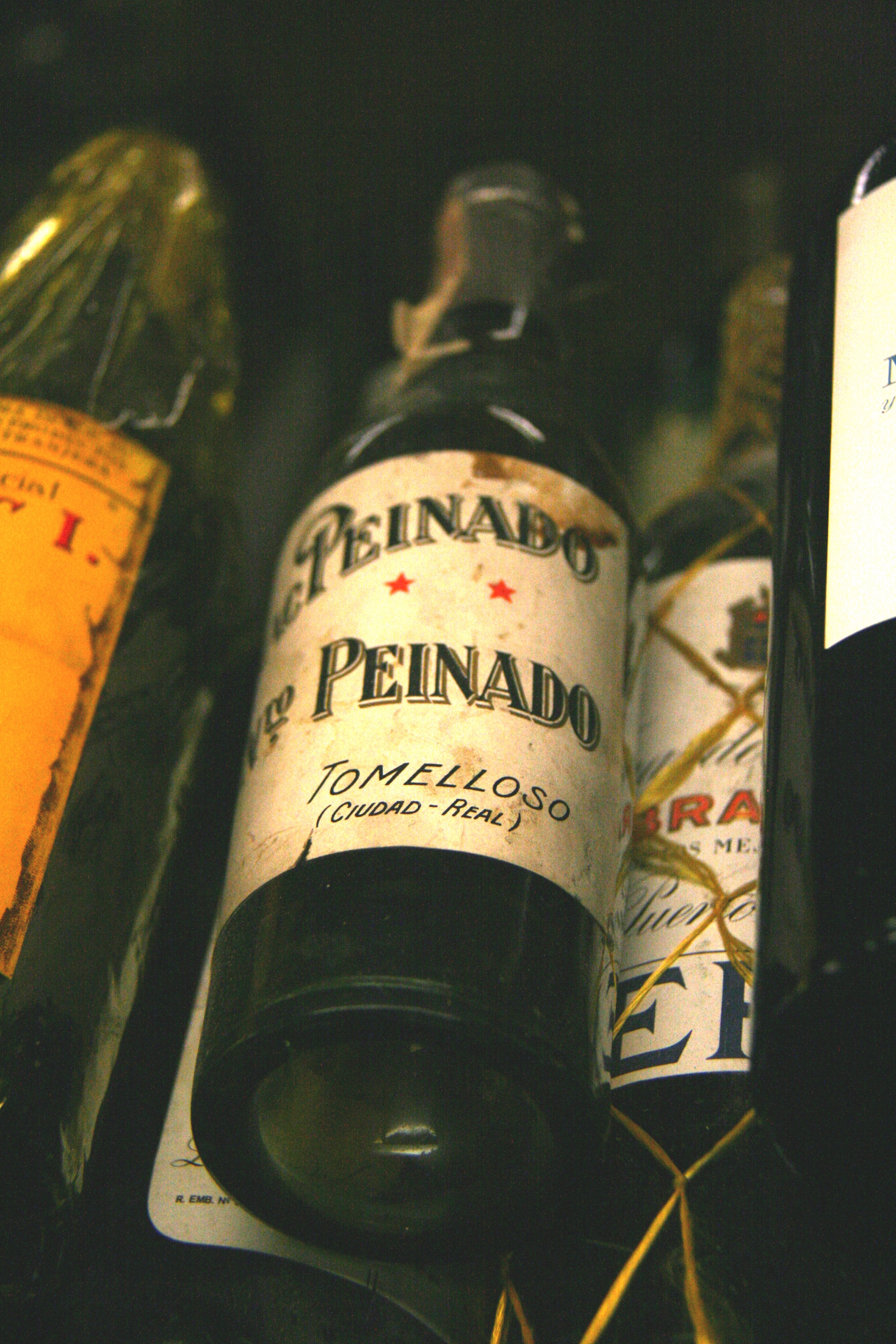
Botella vintage de Peinado.

Peinado (también Brandy Peinado) es un brandy español que se elabora en la ciudad de Tomelloso (Ciudad Real). El aroma especial del brandy español se consigue con la elaboración de vinos destilados iniciales (denominados "holandas") que posteriormente se maduran en barriles de madera de roble durante largos periodos de tiempo. Algunas versiones de este brandy se comercializan con maduraciones de un siglo.  

## Historia
La Bodega de Brandy Peinado inicia la tradición de destilación de vinos de la región se remonta al año 1820. Comienza las actividades con una pequeña alquitara. La calidad de los productos elaborados pronto llega a abastecer los mercados de Holanda y de Francia (región de Charente) a finales del siglo XX En la actualidad Peinado abastece a toda la Unión Europea, Asia y a Latinoamérica. 
Bodegas Peinado S.A.,
C/ Lepanto n.º 24,
13700 Tomelloso,
(Ciudad Real),
926510064